# Netzwerk Vollküchen
Das Netzwerk Vollküchen ist ein Zusammenschluss von Eltern, deren Kinder, die Kindertagesstätten der Bremischen Evangelischen Kirche (BEK) besuchen, Küchen- und pädagogischen Fachkräften sowie weiteren Unterstützenden. Zu den Gründungsmitgliedern gehören unter anderem Kahtrin Adler, Ruth Adler und Elisabeth Laß. Ziel des Netzwerks ist es, den Erhalt und die Förderung von Frischeküchen, den sogenannten Vollküchen, in den Kindertagesstätten in Trägerschaft der BEK zu sichern, um eine gesunde und ausgewogene Ernährung der Kinder zu gewährleisten. Für eine nachhaltige und präventiv wirksame Ernährungsbildung der Kinder soll die, nur durch die Vollküchen mögliche, enge Verknüpfung von Pädagogik und Hauswirtschaft unbedingt bewahrt werden. 

## Hintergrund und Motivation
Die BEK teilte im Jahr 2025 mit, dass hinsichtlich der bestehenden Vollküchen eine Finanzierungslücke bestehe. Aus diesem Grund drohe die Schließung aller Vollküchen in den Kitas der BEK, oder zumindest deren Reduzierung. Die BEK hatte angekündigt, die Umwandlung der Vollküchen in reine Verteilerküchen, also solche, die vorgefertigte Speisen aus einer Zentralküche erhalten und diese dann an die Kinder ausgeben, ohne selbst zu kochen, zu prüfen, weil zuvor eine Einigung mit der zuständigen Senatorin für Kinder und Bildung (SKB) zur Fortführung des bis einschließlich 2024 bestandenen Finanzierungsmodells gescheitert war. Eine daraufhin gestartete Petition zum Erhalt der Vollküchen in den Kitas der BEK wurde von mehr als 6.000 Menschen mitgezeichnet. Mit einer Demonstration von Eltern, Küchen- und pädagogischen Fachkräften, und Vielen mehr wurde die SKB aufgefordert, die dafür nötige finanzielle Unterstützung fortzuführen und die Finanzierungslücke in Abstimmung von Regierung und BEK zu schließen. Aus der großen Gruppe der Unterstützenden hat sich sodann unter dem Namen „Netzwerk Vollküchen“ die Initiative mit dem Ziel gegründet, sich weiterhin für den vollumfänglichen Erhalt der Vollküchen einzusetzen. 

## Vorteile der Vollküchen für Kinder
Vollküchen in Kitas bieten durch die vor Ort selbst frisch zubereiteten Mahlzeiten zahlreiche Vorteile für die Gesundheit und Entwicklung der Kinder. So zeigen wissenschaftlich fundierte Veröffentlichungen, dass Kinder, die regelmäßig frische, und ausgewogene, nährstoffreiche Mahlzeiten erhalten, ein höheres Maß an Konzentration und Lernfähigkeit aufweisen und gesündere Essgewohnheiten bis ins Erwachsenenalter hinein entwickeln. Auch die Einbindung einer Vollküche in das pädagogische Einrichtungskonzept weckt und fördert das Interesse der Kinder für das Thema Ernährung nachhaltig.

## Aktivitäten und Engagement
Das Netzwerk Vollküchen beabsichtigt weitere Aktionen sowie Informationsveranstaltungen durchzuführen und Dialoge mit Trägern und PolitikerInnen sowie anderen StakeholderInnen zu führen, um weiter auf die Bedeutung von Vollküchen aufmerksam zu machen. Der enge Austausch mit der großen Gruppe der Unterstützenden aus Elternschaft bzw. Erziehenden, Kita-Mitarbeitenden und weiteren Interessierten soll fortgeführt werden. 